# Оленье-Лампи
Оленье-Лампи — озеро на территории Чернопорожского сельского поселения Сегежского района Республики Карелии.

## Общие сведения
Площадь озера — 1,2 км². Располагается на высоте 122,8 метров над уровнем моря.
Форма озера овальная: оно немного вытянуто с северо-востока на юго-запад. Берега преимущественно заболоченные.
Из озера вытекает ручей Лидмаоя (в нижнем течении — Чёрный), протекающий через озеро Педармилампи и впадающий в реку Онигму, втекающую в Ондское водохранилище. Через последнее протекает река Онда, впадающая в Нижний Выг.
Код объекта в государственном водном реестре — 02020001311102000008425.